# Avenue Ambassadeur Van Vollenhoven
Pour les articles homonymes, voir Van Vollenhoven.
L'avenue Ambassadeur Van Vollenhoven (en néerlandais : Ambassadeur Van Vollenhovenlaan) est une avenue bruxelloise de la commune de Schaerbeek qui va de l'avenue Louis Bertrand (côté boulevard Lambermont) à l'avenue des Azalées.
Aucune maison ne porte son adresse, car elle coupe une partie du parc Josaphat et isole le minigolf de Schaerbeek du côté de la ligne de chemin de fer de la SNCB.

## Histoire et description
Cette avenue porte le nom d'un diplomate néerlandais, Maurits van Vollenhoven (nl), né à Haarlem en 1882 et décédé à Madrid en 1976.
Ambassadeur à Bruxelles en 1914, il veilla à la répartition équitable des vivres importés pendant la Première Guerre mondiale. Il intervint également auprès du conseil de guerre allemand pour gracier de nombreux Belges condamnés à mort.
Fut docteur honoris causa de l’Université catholique de Louvain.
En 2009-2010, l'avenue Ambassadeur Van Vollenhoven a été entièrement rénovée en même temps que le parc Josaphat.

## Minigolf
Localisation : 50° 51′ 51″ N, 4° 22′ 57″ E
En 1952 Robert Gérard propose d'installer un minigolf sur la bande de terre située entre le parc Josaphat et la ligne de chemin de fer (ancienne gare de Josaphat). Séduit par l'idée, le conseil communal schaerbeekois donne son accord et c'est l'architecte paysagiste René Pechère qui se charge de la réalisation. En fonction depuis 1954, ce 18 trous a été réaménagé en 2010 en même temps que l'avenue Ambassadeur Van Vollenhoven.

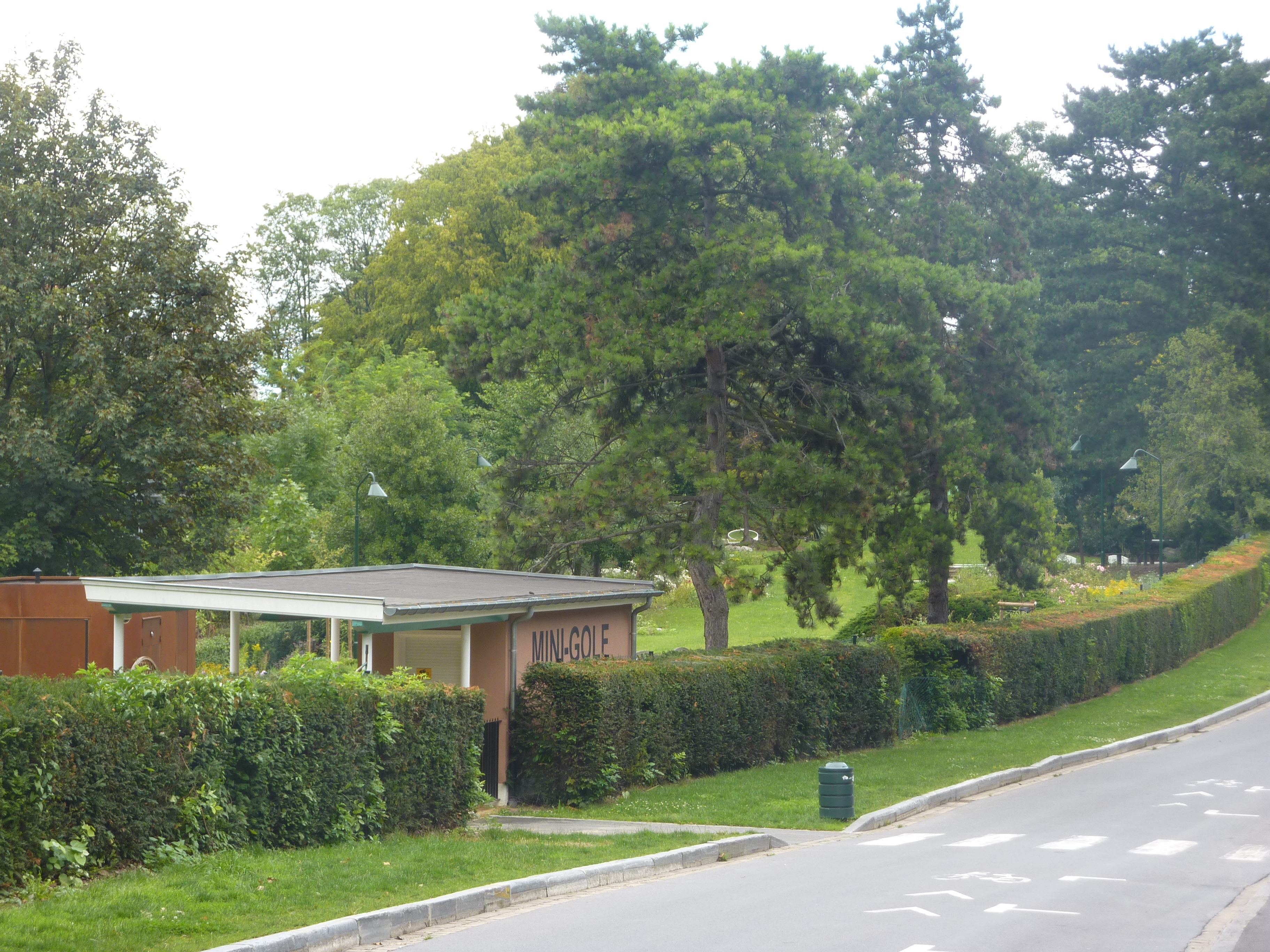
L'entrée du minigolf.
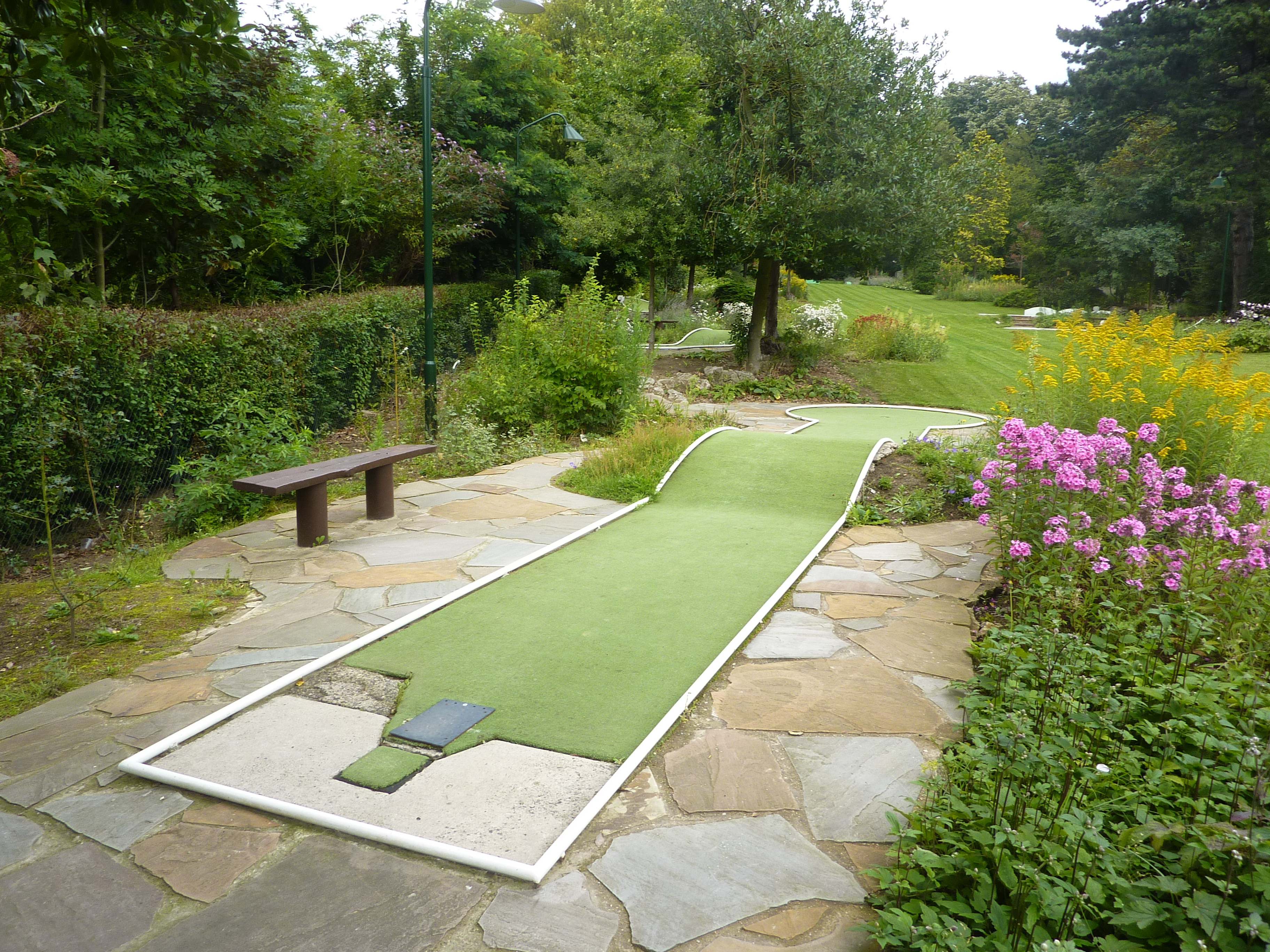
Le trou no 1.
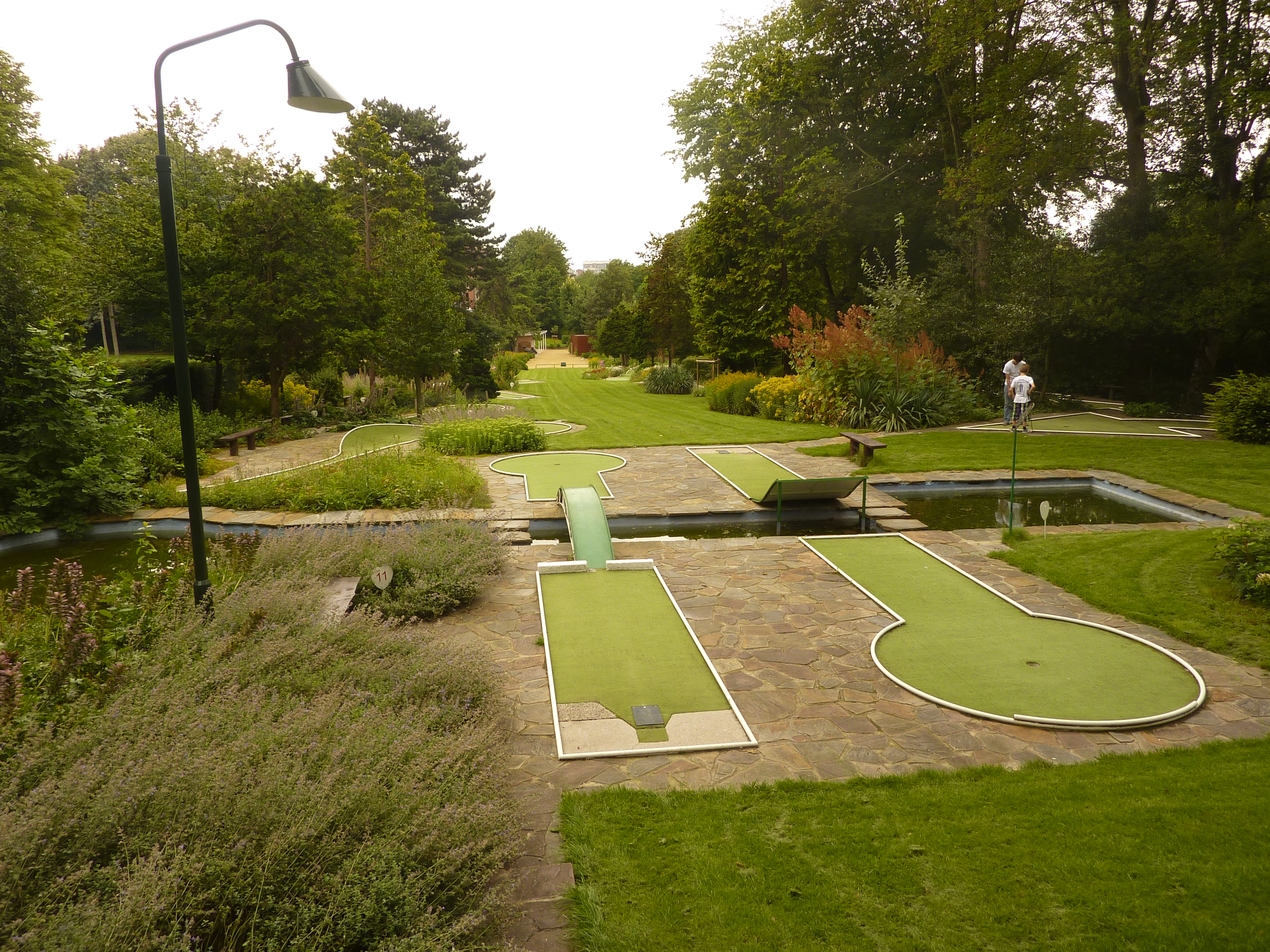
Vue générale.
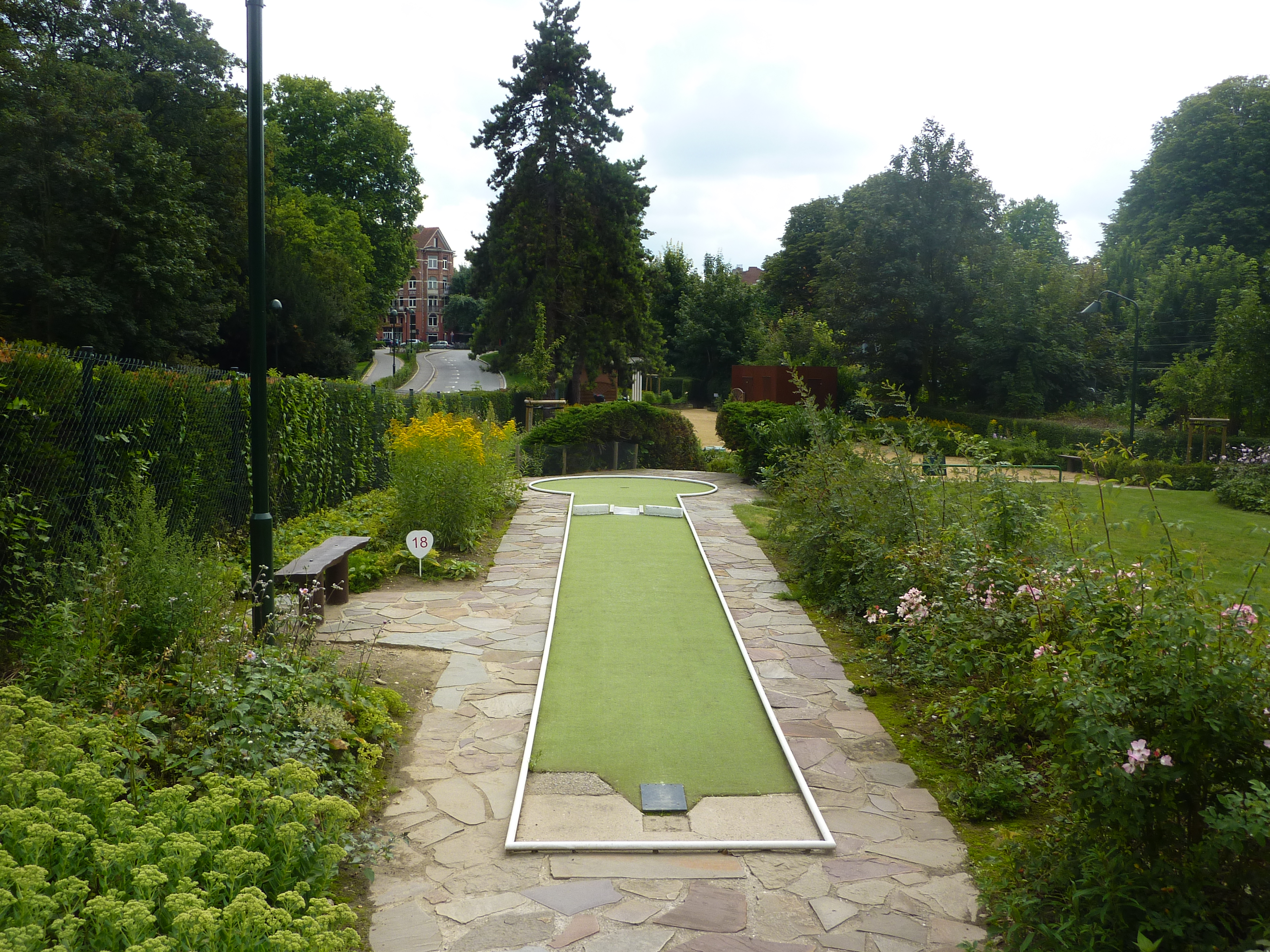
Le 18e trou.

## Voies d'accès
- arrêt Louis Bertrand du tram 7
- arrêt Azalées ou Crossing du bus 66